# Kulunda-Magistralkanal

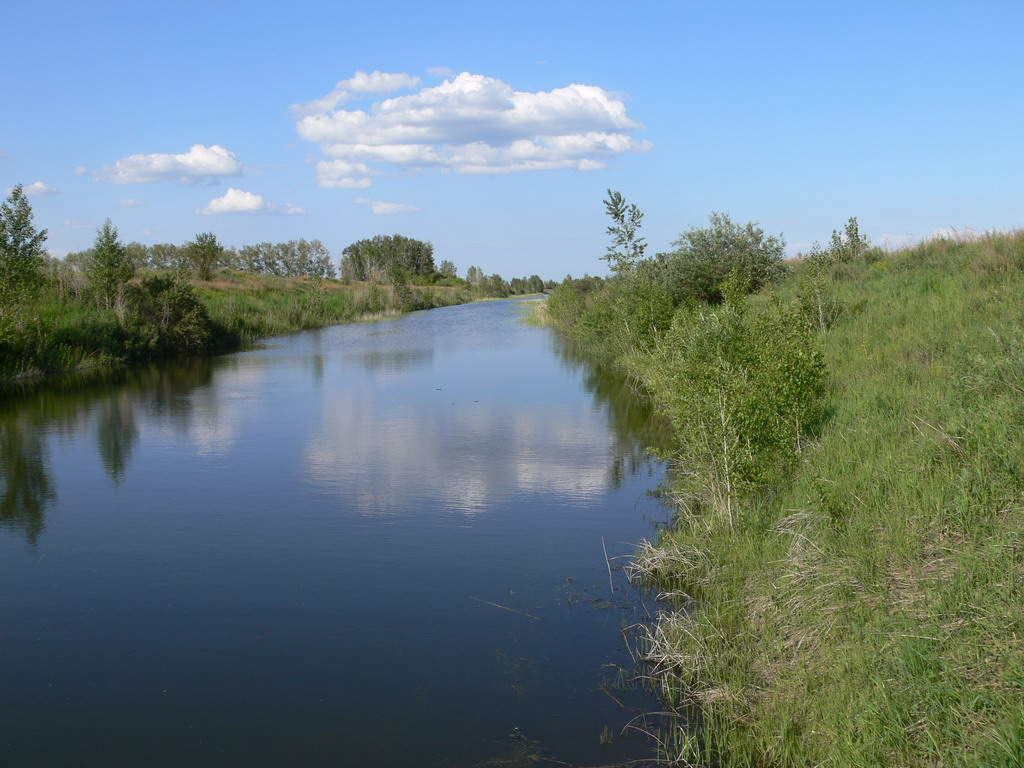
Kulunda-Magistralkanal nördlich des Dorfes Gljaden (etwa bei)

Der Kulunda-Magistralkanal (russisch Кулундинский магистральный канал/ Kulundinski magistralny kanal) ist ein Bewässerungskanal in der Region Altai (Russland).

## Verlauf
Der Kanal beginnt oberhalb der Stadt Kamen am Ob am Fluss Ob und verläuft über 182 Kilometer in südwestlichen Richtungen durch die Kulundasteppe. 25 m³/s Wasser werden von zwei Pumpstationen vom hier 113 m hoch liegenden Ob auf das Niveau des Kanals bei knapp 140 m gepumpt.
Der 20 bis 30 Meter breite und 2 bis 3 Meter tiefe Kanal verläuft durch mehrere landwirtschaftlich geprägte Rajons der Region Altai: Kamen am Ob, Tjumenzewo, Bajewo, Blagoweschtschenka und Rodino.
Auf Kanalbrücken überquert er – neben kleineren Wasserläufen – die Flüsse Kulunda und Kutschuk. Der Kanal wird von der Eisenbahnstrecke Barnaul – Kulunda – Pawlodar überquert. Auf einem Großteil seines Verlaufes wird er von einer asphaltierten Straße begleitet.

## Geschichte
Der Kulunda-Magistralkanal wurde zu Beginn der 1970er Jahre projektiert, um unter Trockenheit leidende landwirtschaftliche Flächen im Westen der Region, nahe der Grenze zu Kasachstan, zu bewässern. Diese Flächen um Nowotroizk (Rajon Rodino) und Slatopolje (Rajon Kulunda) sollten 20.000 Hektar umfassen; daneben 18.500 Hektar Acker- und 45.000 Hektar Weidefläche in den östlicheren vom Kanal berührten Gebieten. Baubeginn war im August 1973, 1977 wurde der erste Abschnitt in Betrieb genommen, im November 1983 wurde der Bau mit Erreichen des Gebietes um Rodino eingestellt. Die nach Projekt verbleibenden 120 Kilometer wurden nicht gebaut.
Zum gegenwärtigen Zeitpunkt werden weitaus geringere Flächen vom Kanal bewässert, als ursprünglich geplant. Außerdem wächst der Kanal zu, versumpft und hat stellenweise wegen mangelhafter Abdichtung einen Grundwasseranstieg bis hin zur Überschwemmung bewohnter Gebiete hervorgerufen. Es bestehen Pläne zu einer Rekonstruktion des Kanals.